# Shulamit Volkov
Shulamit Volkov (hebräisch שולמית וולקוב, deutsche Transkription: Schulamit Wolkov; geboren am 10. Dezember 1942 in Tel Aviv, Palästina) ist eine israelische Historikerin mit dem Schwerpunkt Geschichte der deutschen Juden und des Antisemitismus. Sie ist Professorin emerita für moderne europäische Geschichte an der Universität Tel Aviv. In Deutschland wurde sie mit ihrer Biografie über den Schriftsteller und Politiker Walther Rathenau bekannt.

## Leben
Shulamit Volkov wurde in Tel Aviv, im damaligen britischen Völkerbundsmandat für Palästina geboren. Ihre Mutter stammte aus einer Familie hebräisch sprechender Zionisten, die 1912 aus Berditschew – damals im Russischen Kaiserreich – nach Palästina eingewandert war. Aus dem gerade entstehenden Tel Aviv ging ihre Mutter nach Deutschland, um Physik und später Medizin in Heidelberg und Berlin zu studieren. In Berlin lernte sie den Jura-Studenten Rudolf Otto Heinsheimer kennen. Sie verließ Deutschland bereits Mitte April 1933. Shulamith Volkovs Vater, der aus einer assimilierten jüdischen Familie aus Baden-Baden stammte, flüchtete nach der „Machtergreifung“ durch das NS-Regime im Sommer 1933 aus Deutschland nach Palästina, wo er sich Uri Yadin nannte. Er gehörte zu den Gründern des Justizministeriums des Staates Israel und war als Jurist an der Ausarbeitung der israelischen Unabhängigkeitserklärung und des Rückkehrgesetzes beteiligt.
In ihrem Elternhaus wurde in ihrer Kindheit nur hebräisch gesprochen. Die deutsche Sprache lernte Volkov erst während ihres Studiums. Ihre Faszination für Deutschland, die ehemalige Heimat ihres Vaters, erklärte Volkov in einem Interview anlässlich des 50. Geburtstags des Staates Israel mit der „Mischung aus kulturellem Reichtum und den fürchterlichen Geschehnissen in der neueren Geschichte“.
Volkov lebt in Herzlia, Israel. Sie war mit dem im Jahr 2006 verstorbenen Pianisten Alexander Volkov verheiratet und hat zwei Kinder. Ihr Sohn Ilan Volkov ist ein erfolgreicher Dirigent.

## Lehre und Forschung
Von 1963 bis 1964 studierte Volkov Geschichte und Philosophie an der Hebräischen Universität Jerusalem, anschließend an der University of California in Berkeley, wo sie 1972 bei Hans Rosenberg mit einer sozialhistorischen Dissertation über die antimodernistische Haltung deutscher Handwerksmeister im Kaiserreich promoviert wurde. An der Universität Tel Aviv leitete sie ab 1972 den Fachbereich Geschichte, von 1985 bis 1993 das Institut für Deutsche Geschichte und hatte ab 1989 eine Professur für Moderne Geschichte inne. Von 1987 bis 1993 gab sie die Schriftenreihe des Instituts für Deutsche Geschichte heraus. Sie war Gastprofessorin an der LMU München, der FU Berlin, der Oxford University, der École des Hautes Études en Sciences Sociales in Paris und der Columbia University in New York. Im Kollegjahr 1989/1990 war sie Forschungsstipendiatin am Historischen Kolleg in München. Sie gehört dem wissenschaftlichen Beirat der Zeitschrift Tel Aviver Jahrbuch für deutsche Geschichte an.
Das Buch Germans, Jews, and Antisemites. Trials in Emancipation (2006) fasst ihre Essays aus drei Jahrzehnten ihrer Forschung über die soziale Geschichte der Emanzipation der deutschen Juden sowie die sozialen und kulturellen Grundlagen des Antisemitismus in Deutschland während des neunzehnten Jahrhunderts zusammen.

## Auszeichnungen und Ehrungen
- 1998 Friedrich-Gundolf-Preis für die Vermittlung deutscher Kultur im Ausland der Deutschen Akademie für Sprache und Dichtung.[11][12]
- 2006 wurde sie zum Mitglied der Israelischen Akademie der Wissenschaften gewählt.[13]

## Veröffentlichungen (Auswahl)
- The Rise of popular Antimodernism in Germany. The Urban Master Artisans, 1873–1896. Princeton University Press, Princeton N.J. 1978, ISBN 0-691-05264-6.
- Jüdisches Leben und Antisemitismus im 19. und 20. Jahrhundert. Zehn Essays. Beck, München 1990, ISBN 3-406-34761-4 (2., durch ein Register erweiterte Auflage unter dem Titel: Antisemitismus als kultureller Code. Zehn Essays (= Beck'sche Reihe. Bd. 1349). Beck, München 2000, ISBN 3-406-42149-0).[14]
- Die Erfindung einer Tradition. Zur Entstehung des modernen Judentums in Deutschland (= Schriften des Historischen Kollegs. Vorträge. Bd. 7). Stiftung Historisches Kolleg, München 1992 (Digitalisat).
- Die Juden in Deutschland 1780–1918 (= Enzyklopädie deutscher Geschichte. Bd. 16). Oldenbourg, München 1994, ISBN 3-486-55059-4 (2., verbesserte Auflage. ebenda 2000, ISBN 3-486-56481-1).
- als Herausgeberin: Deutsche Juden und die Moderne (= Schriften des Historischen Kollegs. Kolloquien. Bd. 25). Oldenbourg, München 1994, ISBN 978-3-486-56029-9 (Digitalisat).
- Iḥud ṿe-ḥerut be-Germanyah. Mi-Napoleʾon ʿad Bismarḳ (übersetzt: Einheit und Freiheit in Deutschland. Von Napoleon bis Bismarck). Miśrad ha-Biṭaḥon, Tel Aviv 1997, ISBN 965-05-0872-4.
- Das jüdische Projekt der Moderne. Zehn Essays (= Beck'sche Reihe. Bd. 1421). Beck, München 2001, ISBN 3-406-45961-7.
- Ba-maʿagal ha-mekhushaf. Yehudim, anṭishemim ṿe-Germanim aḥerim (= Sifriyat Ofaḳim. Bd. 230). Verlag Am Oved, Tel Aviv 2002, ISBN 965-13-1543-1.
  - Englische Übersetzung: Germans, Jews and Antisemites. Trials in Emancipation. Cambridge University Press, Cambridge u. a. 2006, ISBN 0-521-60959-3.
- Walther Rathenau. Weimar’s Fallen Statesman. Yale University Press, New Haven CT u. a. 2012, ISBN 978-0-300-14431-4.[15]
  - Walther Rathenau. Ein jüdisches Leben in Deutschland 1867–1922. Übersetzung aus dem Englischen von Ulla Höber. Beck, München 2012, ISBN 978-3-406-63926-5.
- Deutschland aus jüdischer Sicht. Eine andere Geschichte vom 18. Jahrhundert bis zur Gegenwart. Übersetzung aus dem Englischen von Ulla Höber. C.H. Beck, München 2022, ISBN 978-3-406-78171-1.